# Ted Harper
Edward Cashfield « Ted » Harper (né le 22 août 1901 à Sheerness et mort en 1959) était un joueur de football anglais.
Il est l'auteur d'un record, celui d'avoir marqué 43 buts en une saison en 1925–26 avec Blackburn Rovers.

## Biographie
Natif de Sheerness, Ted joue tout d'abord dans plusieurs petites équipes du Kent ainsi qu'à Whitstable Town et Sheppey United avant de rejoindre Blackburn en 1923.
Il inscrit 36 buts rien que pour la saison 1930-31 avec Tottenham Hotspur puis 37 avec Preston North End en Division Two lors de la saison 1932-33, ce qui reste des records pour ces clubs.
Il a joué pour Blackburn Rovers (1923-1927 et 1933-1934), Sheffield Wednesday (1927-1929), Tottenham Hotspur (1929-1931) et Preston North End (1931-1933) en Football League. Il arrive de Sheffield chez les Spurs un jeudi de mars 1929 pour la somme de £5 500, battant ainsi le record de transfert effectué quelques semaines plus tôt lorsque Baden Herod fut acheté pour £4 000 par Brentford FC. Harper prend ensuite un rôle dans l'encadrement de Blackburn après sa retraite à 33 ans.
Harper joue un match avec l'équipe d'Angleterre contre l'Écosse lors des Home International le 17 avril 1926.

## Palmarès
Blackburn Rovers FC
- Meilleur buteur du Championnat d'Angleterre de football (1) :
  - 1926: 43 buts.

The Wednesday FC
- Champion du Championnat d'Angleterre de football (1) :
  - 1929.

Preston North End FC
- Meilleur buteur du Championnat d'Angleterre de football D2 (1) :
  - 1933: 37 buts.